# Amat-Mamu
Amat-Mamu (v. 1750 av. J.-C.) était une prêtresse et scribe du royaume de Babylone en Mésopotamie.
Elle vivait à Sippar où son existence a été découverte sur des tablettes cunéiformes sur lesquelles elle écrivait.
Amat-Mamu était prétresse nadītu et scribe d'un temple de Sippar consacré à Shamash. Elle vivait dans le gagum (un cloître habité exclusivement par des femmes) tel un couvent.
Les archives d'un gagum de l'époque paléo babylonienne (XIXe – XVIIe siècles av. J.-C.) habité par des religieuses consacrées à Shamash ont révélé qu'elle était une des huit scribes du temple de Sippar. Sa carrière de scribe s'étend sur le règne de trois rois, Hammurabi (1792-1750 av. J.-C.), Samsu-Iluna (1749-1712 av. J.-C.) et Abi-Eshuh  (1711-1684 av. J.-C.).

## Hommage
Amat-Mamu est l'une des 1 038 femmes dont le nom figure sur le socle de l'œuvre contemporaine The Dinner Party de Judy Chicago. Elle y est associée à la déesse Ishtar, troisième convive de l'aile I de la table.